# Безуглий Данило Іванович
Дани́ло Іва́нович Безу́глий (23 грудня 1914, Іванівка — 29 січня 1977, Київ) — український радянський живописець; член Спілки радянських художників України з 1943 року. Заслужений діяч мистецтв УРСР з 1972 року.

## Життєпис
Народився 10 [23] грудня 1914 року на хуторі Іванівці Полтавської губернії Російської імперії (нині село Чевельча Лубенського району Полтавської області, Україна). У 1931—1934 роках навчався у Київському художньому технікумі; у 1936—1942 роках у Київському художньому інституті (закінчив у Самарканді). Його викладачами були Петро Котов, Карпо Трохименко, Сергій Григор'єв, Костянтин Єлева, Володимир Денисов. Член ВКП(б) з 1947 року.
Нагороджений медалями та Почесною грамотою Президії Верховної Ради УРСР. Мешкав в Києві в будинку на вулиці Саксаганського, № 28, квартира № 18. Помер в Києві 29 січня 1977 року.

## Творчість
Працював в галузі станкового живопису. Створив картини, присвячені німецько-радянській війні, відбудові Донбасу і Дніпрогесу та пейзажі Радянської України. Серед робіт:
- «Форсування Дніпра» (1945);
- серія «Дніпрогес» (1946);
- серія «Земля Закарпатська» (1946, пейзаж «Вечір» в Алупкинському палаці-музеї);
- серія «Дніпробуд відновлюється» (1946—1947, пейзаж «Дніпрогес» у Національному музеї у Львові; «Дніпрогес. Будівництво аванкамерного мосту» у Національному художньому музеї України);
- «У Карпатах» (1947, Національний художній музей України);
- «Дніпро форсовано» (1947);
- «Мартенівський цех» (1951, Одеський художній музей);
- серія «На морі Цимлянському» (1951);
- «Біля берегів Нової Каховки» (1952);
- «Вечір на Цимлянському морі» (1953);
- серія «Краматорськ» (1953);
- «Ранок» (1955);
- «В Карпатах» (1956);
- «Мрія» (1957);
- «Індія. Спекотно» (1959);
- серія «Волго-Дон відкрито» (1960);
- «Схід сонця» (1962);
- «Задушевна розмова» (1967);
- «Берізки» (1970);
- «Нащадок» (1975);

на шевченківські теми
- «Біля пам'ятника Тарасові Шевченкові в день визволення Києва» (1943);
- «Тарас Шевченко серед казахів» (1948);
- «Далеко від України» (1961);
- «В краю далекім за Уралом. Тарас Шевченко» (1964);
- «Тарас Шевченко на засланні» (1964);
- «Тарас Шевченко на березі Аральського моря» (1965);
- «Немає листів з України» (1965);
- «Серед пісків сипучих» (1965).

Виконав низку етюдів, виконаних під час подорожей в Чехословаччині (1955), Індії (1957), Середній Азії, Єгипті, країнах Балтії, Лівані, Італії, Франції, Швеції, на Кавказі, Китаї (всі — 1959).
Брав участь у виставках: всеукраїнських з 1945 року, всесоюзних з 1942 року, зарубіжних з 1958 року (експонував твори у Польщі, Японії, Чехословаччині, Канаді, Швеції). Персональні виставки відбулися Києві у 1954, 1958, 1967 роках.
Крім згаданих музеїв, твори художника зберігаються в Харківському, Полтавському, Сумському, Чернігівському художніх музеях, Лубенській галереї образотворчого мистецтва.